# Фэй, Андра
Андра Фэй Макинтош (англ. Andra Faye McIntosh, в девичестве Андра Фэй Хинкль англ. Andra Faye Hinkle; 16 февраля 1959, Миннеаполис, Индиана, США) — американская блюзовая мультиинструменталистка, певица, автор песен. Участница группы Saffire – The Uppity Blues Women. В составе группы номинант Blues Music Awards в номинациях «Исполнитель традиционного блюза — женщина» (1996, 1995, 1997, 1999), «DVD» (2010), «Альбом акустического блюза» (2010). Сольно номинант Blues Music Awards  в номинации «Блюзовый инструменталист — иной» (2004, 2005) .

## Биография
Родилась в Индианаполисе в 1959 году. С детства училась играть сначала на аккордовом органе Magnus, затем осваивала скрипку, пела в школьном хоре и играла в школьном оркестре. Вне школы играла с друзьями и научилась импровизировать вне рамок классического образования, в рамках самых разной музыки от артистов Motown и кантри до The Beatles и Credence Clearwater Revival. Открыла для себя блюз в старшей школе, когда её друг познакомил её с творчеством Би Би Кинга, а другой подарил ей пару альбомов Бонни Рэйтт. Андра читая информацию на конвертах пластинок, как и многие другие состоявшиеся блюзовые музыканты обнаружила что часто песни написаны иными авторами и таким образом открыла для себя Сиппи Уоллес, Роберта Джонсона, Ти-Боун Уокера и Миссисипи Джона Хёрта. 
В 1984 году, посетив лагерь Augusta Heritage Blues Week в Элкинсе, Западная Вирджиния, она познакомилась с блюзовыми музыкантами, такими например как Рич Дельгроссо, Джон Сефас и Фил Уиггинс,  и Ховард Армстронг, который оказал на её стиль игры на мандолине и скрипке наибольшее влияние. Вернувшись домой, она разыскала Йэнку Рэйчеллу, который стал её наставником по игре на блюзовой мандолине. Она начала играть на профессиональном уровне, и работала с автором песен в стиле инди Фрэнком Дином, сплетая его оригинальные мелодии с классическим кантри и блюзом, а также выступала дуэтом со своим бывшим мужем Джеком Макинтошем. Записалась на альбоме Slave to the Rhythm певицы Грейс Джонс. В 1987 году познакомилась с Энн Рэбсон и Геей Адегбалолой, который в 1992 году предложили ей присоединиться к Saffire – The Uppity Blues Women, в которой Андра Фэй провела всю свою карьеру. Для выступлений ей пришлось освоить бас-гитару, и тогда же она оставила свою карьеру медицинской сестры.  
В 2004 году получила номинацию Blues Music Awards на звание лучшей инструменталистки среди не самых традиционных для блюза инструментов как мандолинистка, в 2005 году как мандолинистка и скрипачка.  
Помимо деятельности в Saffire – The Uppity Blues Women, Фэй создала преимущественно акустическое трио Andra Faye & The Mighty Good Men со своим мужем Крисом Джонсом и их другом Кеном Филлипсом, которое в 2005 году выпустило альбом Walkin' Home To You; также  работает с автором песен и пианистом из Ричмонда Родди Барнсом. С 2012 года работает с гитаристом Скоттом Баллантайном и в 2013 году они выпустили  совместный  альбом Laying Down Our Blues, в 2015 году выпустили альбом Coulda Woulda Shoulda  . Андра Фэй преподаёт вокал и игру на различных инструментах, а также является штатным сотрудником Augusta Heritage Blues Week, где преподаёт исполнение блюза на мандолине и скрипке. 
В настоящее время Андра Фэй живёт в сельской местности в центральной Вирджинии со своим мужем Крисом Джонсом, продолжает своё хобби в основном создавая витражи, и, будучи художником-самоучкой, пишет акварелью .
Журнал Mandolin Magazine назвал в  2013 году Андру Фэй «Первой леди блюзовой мандолины».

## Дискография

### С Saffire – The Uppity Blues Women
- Broad Casting (1992)
- Old, New, Borrowed & Blue (1994)
- Cleaning House (1996)
- Live & Uppity (1998)
- Ain't Gonna Hush (2001)
- Deluxe Edition (сборник, 2006)
- Havin' The Last Word (2009)